# 張津 (明朝)
張津（1464年—1518年），字廣漢，廣東承宣布政使司惠州府博羅縣（今廣東省博羅縣）人，明朝戶部侍郎。

## 生平
成化二十二年丙午科廣東鄉試第五十八名舉人。成化二十三年（1487年）中式丁未科會試第八十七名，三甲第八十一名進士。授建陽縣知縣。升貴州道監察御史。弘治十四年，吏部尚書職位缺，廷臣推馬文升、閔珪，而張津與同官文森、曾大有請用致仕尚書周經、兩廣總督劉大夏等，忤逆旨意而下詔獄。后言官論救得以釋放。明武宗繼位后，巡按廣西，彈劾總鎮中官韋經擅移官帑。之後出任泉州府知府，正德三年（1508年）九月被革职为民。劉瑾被誅后，起用為寧波府知府，七年（1512年）四月升升山東左參政，八年正月升南京都察院右僉都御史，提督操江。十年十一月晋為右副都御史，巡撫蘇松等處兼总理粮储。十二年十月加升戶部右侍郎，仍巡撫應天蘇松。十三年五月去世，死後贈南京戶部尚書。

## 家族
曾祖張德裕；祖父張衡；父張鐸，知縣。前母李氏；黃氏。